# Kupfereule
Die Kupfereule (Chersotis cuprea), auch als Kupferfarbene-Erdeule oder Steppenheidelehnen-Bodeneule bezeichnet, ist ein Schmetterling (Nachtfalter) aus der Familie der Eulenfalter (Noctuidae).

## Merkmale

### Falter
Die Flügelspannweite der Falter beträgt etwa 32 bis 40 Millimeter (31 bis 36 mm). Die Vorderflügelfarbe ist kupferrot bis rötlich braun. Das Mittelfeld ist deutlich dunkler und hebt sich von Wurzel- und Saumfeld auffallend ab. Ring-, Zapfen- und Nierenmakel sind dünn weißlich umrandet. Die innere Querlinie ist weißlich, die äußere Wellenlinie undeutlich und dunkel. Die deutliche, dunkelbraun gezeichnete,  subterminale Wellenlinie teilt das Saumfeld in einen dunkleren inneren Bereich und in einen helleren äußeren Bereich. Die Fransen sind in der Grundfarbe gehalten. Die Hinterflügel sind einfarbig graubraun mit einer leichten Aufhellung zur Wurzel hin. Die Fransen sind etwas heller. Die Unterseite der Vorderflügel ist dunkelgraubraun; etwas heller sind die Unterseiten der Hinterflügel. Die Art besitzt eine große Variabilität in der Grundfarbe (Verdunklung bis zu Formen, die keine farblichen Unterschiede zwischen Basal-, Mittel- und Saumfeld mehr aufweisen, aber auch eine Aufhellung bis zu einer hellbraunen Grundfarbe). Das Mittelfeld kann aber auch selektiv verdunkelt oder aufgehellt sein und sich wenig von der Grundfarbe abheben oder fast schwarz sein.

### Ei, Raupe, Puppe
Das ovale Ei ist zunächst gelblich weiß und wird vor dem Schlüpfen grau. Die Raupe ist graubraun gefärbt, hat graubraune Seitenlinien sowie drei helle Rückenlinien mit dazwischen liegenden dunklen Strichen. Die Puppe hat zwei kurze Dornen am kegelförmigen Kremaster.

## Geographische Verbreitung und Lebensraum
Die Kupfereule hat in Europa zwei voneinander isolierte Verbreitungsgebiete; die Pyrenäen, Alpen, die Mittelgebirge nördlich der Alpen, Apennin, Karpaten, Dinariden bis nach Nordgriechenland und den Peloponnes, sowie das südliche und mittlere Fennoskandien, quer durch Russland bis zum Ural. Das Verbreitungsgebiet erstreckt sich weiter nach Osten über Sibirien bis nach Tibet, China und Japan. Sie fehlt daher in der Norddeutschen Tiefebene weitgehend. Das Verbreitungsgebiet ähnelt dem anderer boreo-montaner-subalpiner Arten.
Die Art ist hauptsächlich in warmen, bergigen Gebieten mit Kalkboden anzutreffen, gelegentlich kommt sie aber auch auf Moorboden vor. In den Alpen ist sie noch in Höhen von über 2000 Metern anzutreffen.

## Lebensweise
Die Kupfereule bildet eine Generation pro Jahr, deren Falter von Mitte Juli bis Mitte September fliegen. Sie sind überwiegend tagaktiv und besuchen Blüten. Sie kommen gelegentlich auch an künstliche Lichtquellen. Die Weibchen legen die Eier oftmals in die abgestorbenen Blütenköpfe von Kratzdisteln (Cirsium) oder anderer Korbblütler (Asteraceae). Die Raupen leben ab Oktober an Heidelbeere (Vaccinium myrtillus) und anderen niedrigen Pflanzen. Sie halten sich am Tage verborgen, fressen meist nachts. Sie überwintern und verpuppen sich überwiegend im Juni des folgenden Jahres.

## Gefährdung
Die Art ist in vielen nördlichen Gegenden sehr selten oder fehlt ganz und wird in Deutschland auf der Roten Liste gefährdeter Arten in Kategorie 3 (gefährdet) geführt. In Baden-Württemberg ist sie auf der Vorwarnliste, in Bayern zählt sie zu den Arten mit geographischer Restriktion.

## Systematik
Die Kufereule wurde 1775 von Michael Denis und Johann Ignaz Schiffermüller als Noctua cuprea erstmals beschrieben. Die Typlokalität ist die Gegend um Wien („Wienergegend“).
Hacker und Varga untergliedern die Art in drei Unterarten:
- Chersotis cuprea cuprea (Denis & Schiffermüller, 1775) (Nominatunterart), im größten Teil des Verbreitungsgebietes
- Chersotis cuprea schaeferi Boursin, 1954, Tibet
- Chersotis cuprea japonica (Warnecke, 1940), Japan

Chersotis cuprea schaeferi Boursin, 1954 unterscheidet sich von der Nominatunterart durch kleinere Flügelspannweite (29 mm), die fast schwarze Verdunklung des Diskus des Vorderflügels. Die Makeln sind klein und undeutlich ausgebildet. Dagegen ist die Vorderflügelbasis, der Kostalrand und der Bereich der Termen etwas heller. Chersotis cuprea japonica (Warnecke, 1940) ist durch eine hellgraue bis bräunliche Grundfärbung sowie ein dunkelbraunes Mittelfeld des Vorderflügels. Dagegen sind Kostalrand und Nieren- und Ringmakel in der Grundfarbe gehalten. Die Makeln sind heller umrandet, die antemediale Querlinie ist zum Mittelfeld hin dunkel gerandet.
Eine dunkle Farbvariation der Voralpen, des Schwäbischen und Fränkischen Jura sowie der Gebirge der Balkanhalbinsel wurde als subspec. oder als var. palustris Osthelder, 1927 bezeichnet. Habitus und fehlende geographische Abgrenzbarkeit sowie häufige Mischpopulationen veranlassten Hacker und Varga diese Form wieder zur Nominatunterart zu stellen. Aus demselben Grund werden die Populationen mit hellerer Grundfarbe der Südalpen, des Apennin, Griechenlands und der Türkei, die früher als Unterart Chersotis cuprea pertexta Draudt, 1936 bezeichnet wurden, ebenfalls wieder zur Nominatunterart gezogen. Auch für die ursprünglich als forma beschriebene Chersotis cuprea f. livescens Corti & Draudt, 1933 ließen sich keine Kriterien finden, die eine Abtrennung als Unterart rechtfertigen würde.